# 3143 Джинкемпбелл
3143 Джинкемпбелл (3143 Genecampbell) — астероїд головного поясу, відкритий 31 жовтня 1980 року.
Тіссеранів параметр щодо Юпітера — 3,300.